# Borrego Terrincho
O Borrego Terrincho DOP é um produto de origem portuguesa com Denominação de Origem Protegida pela União Europeia (UE) desde 21 de junho de 1996.
O Borrego é raça Churra da Terra Quente.

## Agrupamento gestor
O agrupamento gestor da denominação de origem protegida "Borrego Terrincho" é a OVITEQ - Cooperativa dos Produtores de Carne de Ovinos da Terra Quente, C.R.L..